# Avenida Costera Miguel Alemán
La Avenida Costera Miguel Alemán es la principal arteria vial y turística del puerto de Acapulco, Guerrero, en el sur de México. Se extiende en 12.2 km de longitud atravesando el amplio litoral de la Bahía de Acapulco del puerto de poniente a oriente.
Sobre ella se concentran gran variedad de edificios de hoteles y condominios, restaurantes, centros comerciales, supermercados, entre otros servicios y atractivos turísticos. Paralela a la avenida, se localizan las principales playas de la bahía de Acapulco.

## Historia
En 1947, se realizaron los primeros cortes de roca para adecuar sobre un trazo definitivo la vía carretera. En la península de Tlacopanocha, fue necesario rebanar el cerro de la Pinzona y sustituir el camino que conducía a las playas de Caleta, que originalmente subía y rodeaba dicho cerro para dejar uno nuevo casi al nivel del mar. Cerca del Farallón del Obispo, se realizaron otros cortes en el lugar conocido como La Piedra Picuda, frente a la Playa Condesa.

### Inauguración
Fue inaugurada por el entonces presidente de México (1946-1952) Miguel Alemán Valdés, la noche del 28 de febrero de 1949 al conectar el interruptor de alumbrado público que iluminaría por primera vez desde las playas de Caleta y Caletilla hasta el Morro Grande (Farallón del Obispo), en el actual tramo de la Glorieta de la Diana Cazadora del puerto. 

### Nombre
En un principio se le bautizó con el nombre de Nicolás Bravo dividiéndose en tres partes: de la colonia Icacos al hotel Las Hamacas con el nombre de Paseo del Morro; de ahí a la playa Tlacopanocha con el nombre de Avenida de la Nao y de este último a las playas de Caleta y Caletilla como Avenida Caleta. Posteriormente se le renombra solo como 'Miguel Alemán', en alusión al primer mandatario encargado de inaugurarla. Originalmente, estaba contemplada como una vía de unión con la zona del anfiteatro de Acapulco que comprendían en gran parte barrios y localidades ubicadas en dicho municipio pero lejos de la entonces población, además de que se buscaba facilitar la comunicación a la ciudad con la Base Naval del puerto. También se utilizaba como una salida hacia la Ciudad de México.
Al inaugurase esta vía, se unió a la recién construida calzada y malecón porteño que se había terminado en 1943 y donde se había realizado cortes de roca al pie del Fuerte de San Diego para su posterior relleno sobre el mar.
Entre 1979 a 1981, un tramo de la avenida frente a la playa Hornos fue transformado en un paso desnivel por debajo del nivel del mar. Esto como parte del proyecto de construcción del Parque Papagayo que tenía contemplado el libre acceso y tránsito del peatón desde parque a la playa y viceversa, sin necesidad de interrumpir la circulación vehicular. Sin embargo, el paso del Huracán Paulina en las costas de Guerrero el 9 de octubre de 1997 inundó en gran proporción el paso desnivel por lo que el gobierno federal decidió clausurarlo y rellenarlo definitivamente más tarde. Con ello, se restableció dicho tramo de la avenida a su aspecto original.

## Puntos de importancia

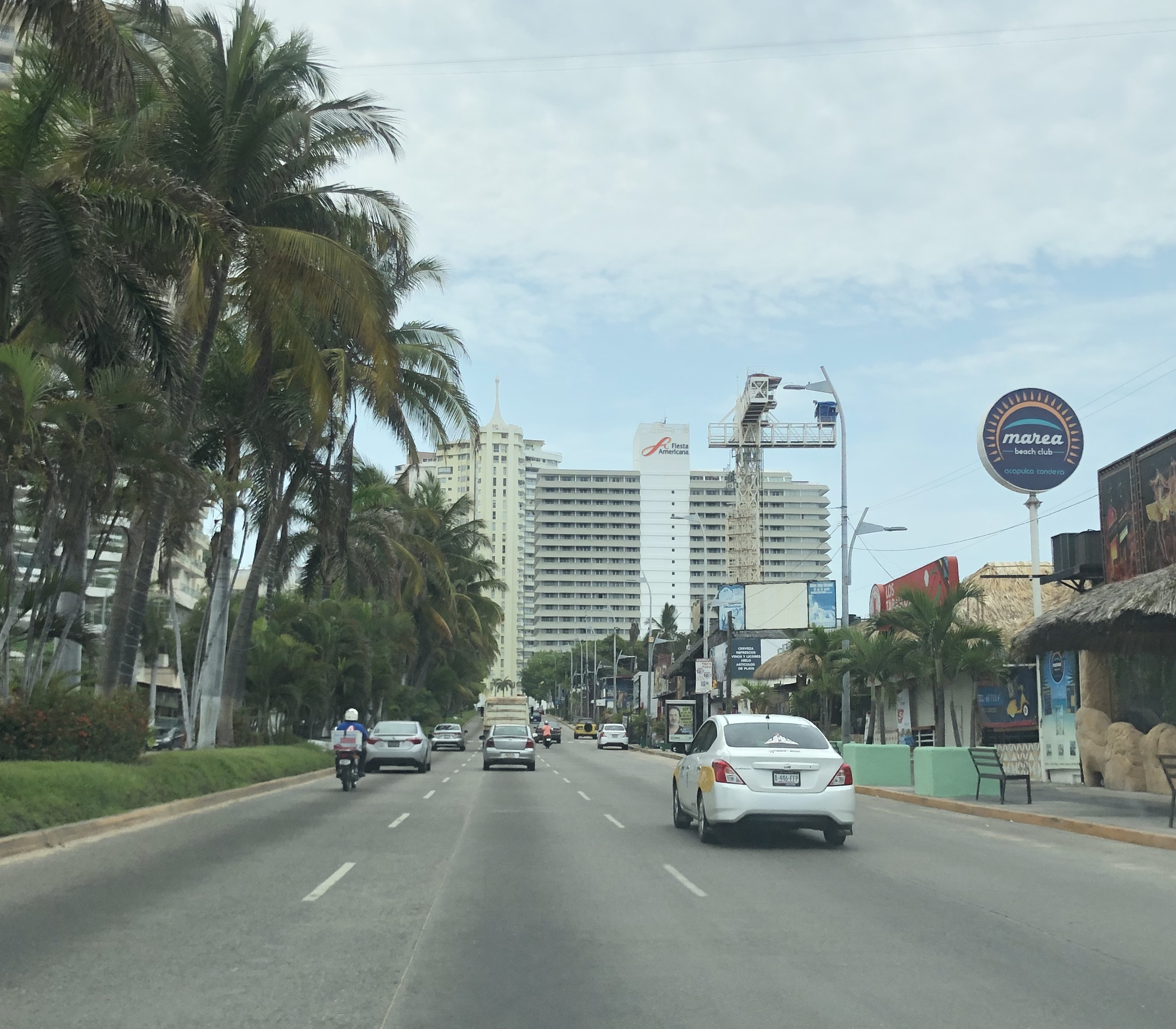
Área de la Condesa, donde se concentran numerosos restaurantes, bares y discotecas junto a la avenida.

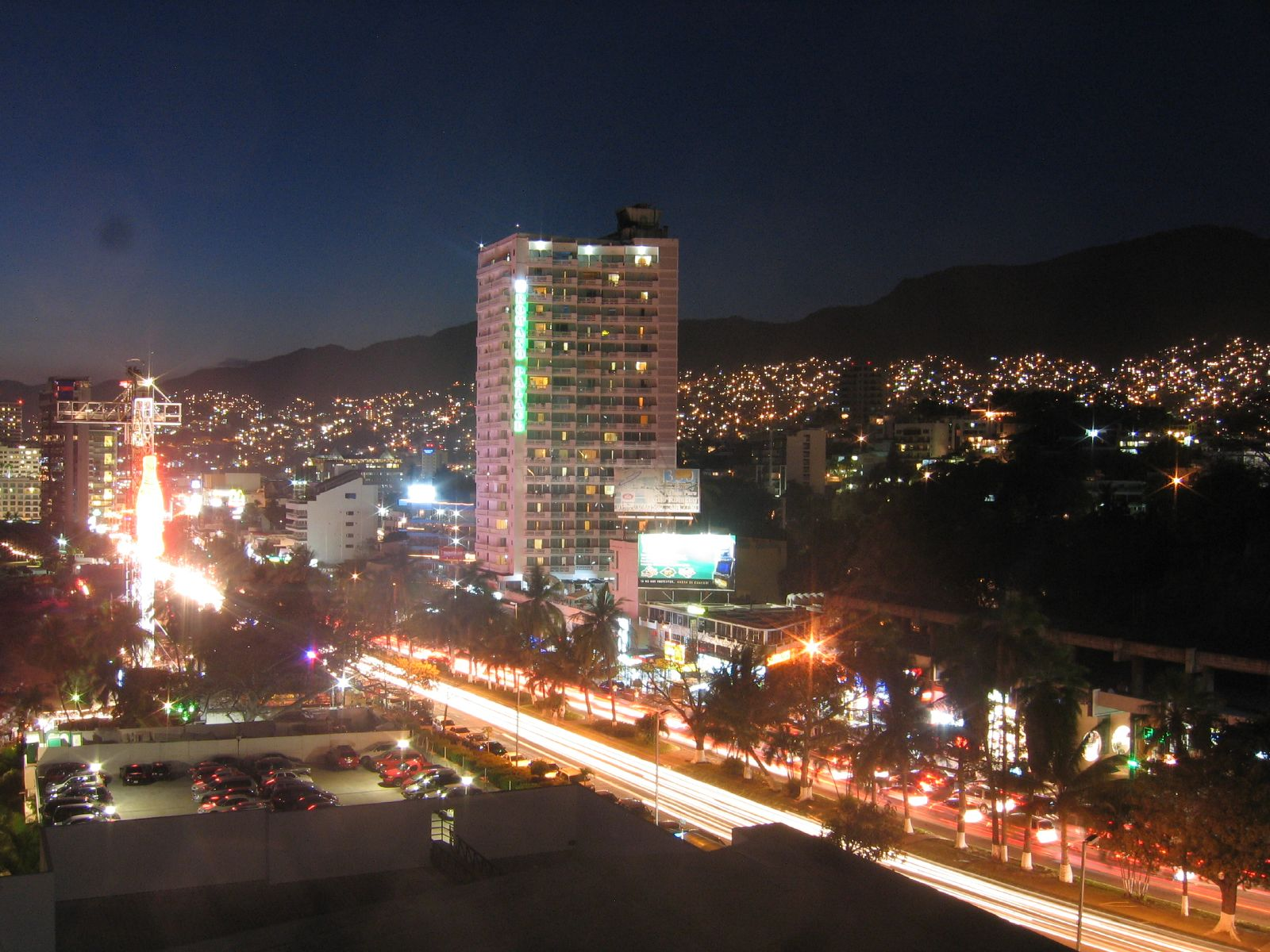
Zona de la Condesa de noche.

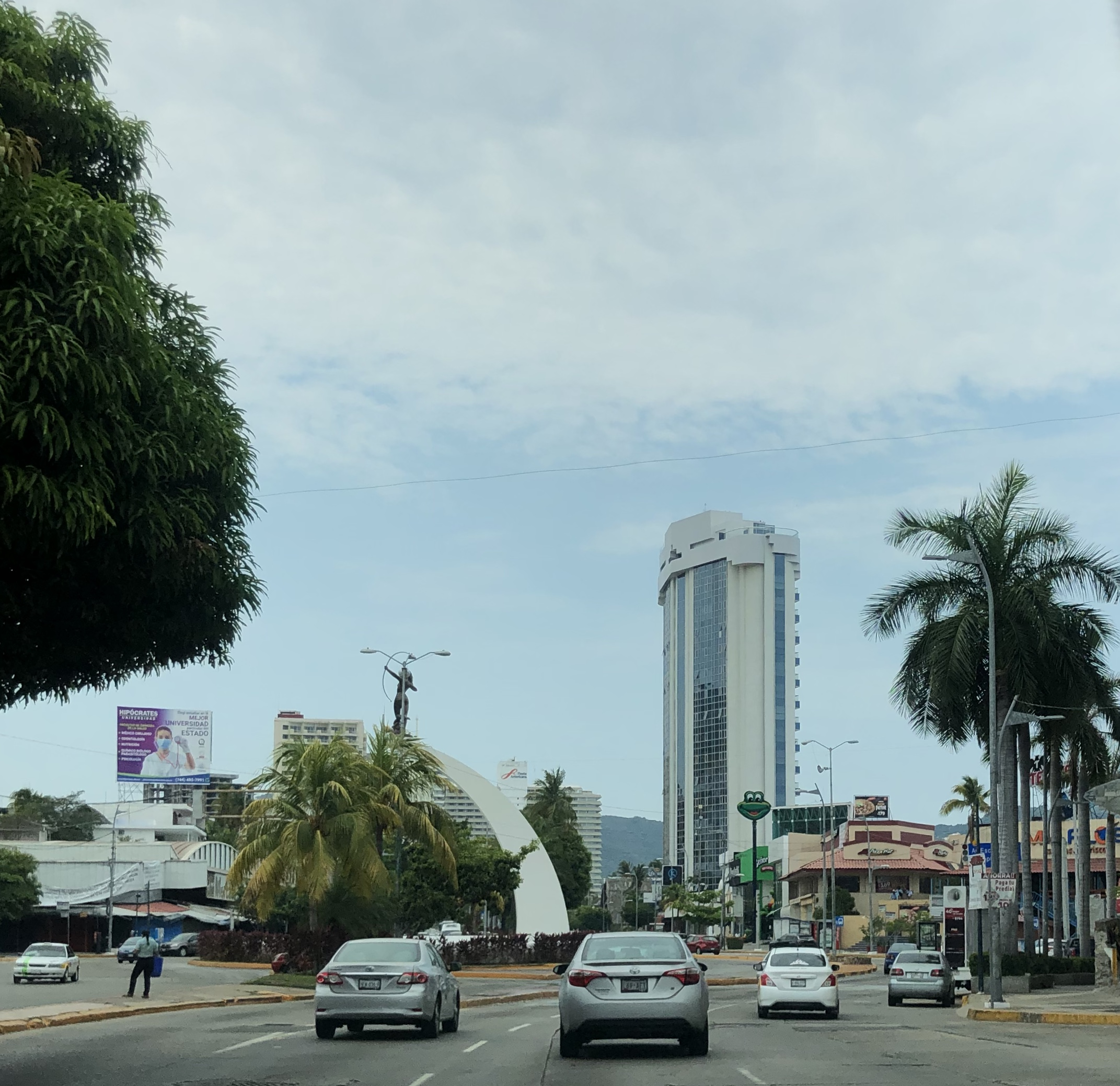
Zona de la Diana cazadora de la avenida.

La Avenida Costera Miguel Alemán se extiende de poniente a oriente y en su trayecto se encuentran distintos sitios que han sido de gran relevancia en la historia del puerto o que simplemente se han desarrollado en los últimos años por su infraestructura junto a esta arteria. Estos lugares, de poniente a oriente, son los siguientes:
- Club de Yates de Acapulco
- Paseo del Pescador
- Plaza Álvarez (Zócalo de Acapulco)
- Palacio Federal y Oficina de Correos
- Puerto Transatlántico Internacional Teniente José Azueta (Malecón)
- Terminal de Cruceros Acapulco (Malecón)
- Fuerte de San Diego (Acceso de la parte lateral)
- Plaza de la Heroica Escuela Naval Militar (anteriormente conocido como parque de la reyna)
- Capitanía de Puerto
- Parque Ignacio Manuel Altamirano (Parque Papagayo)
- Asta de la Bandera de México (frente al Parque Papagayo)
- Glorieta de la Diana Cazadora
- Club de Golf de Acapulco
- Glorieta del Centro Internacional Acapulco
- Centro Internacional Acapulco
- Centro Internacional de Convivencia Infantil (CICI)
- Instituto Guerrerense de la Cultura (Casa de la Cultura)
- Octava Región Naval(RN-8)

### Hoteles
La gran mayoría de los rascacielos de Acapulco se concentran en su mayoría en esta avenida:
- Oceanic 2000
- Torre Coral
- Estrella del Mar
- HS Hotsson Smart Acapulco
- Hotel La Palapa
- Torre de Acapulco
- Century Resorts Acapulco
- Condominios La Joya 3,2,1
- Condominio Torres Gemelas
- Torres Costa Victoria

### Monumentos
Desde 1993, se han donado algunas esculturas a la ciudad de Acapulco de parte de muchos países, iniciando con ello un cívico intercambio cultural de monumentos sobre personajes destacados según el país de origen. En dicho puerto y, particularmente, en la avenida Costera Miguel Alemán se han colocado muchos de estos monumentos.
- Estatua de José Azueta, se ubica frente a la VIII Región Naval (Base Naval de Acapulco) en la glorieta que concluye la avenida costera y marca el inicio de la carretera Escénica. Fue inaugurada el 27 de septiembre de 2008.[4]

- Estatua del Faraón Tutmosis III, donada por la embajada de Egipto en enero de 1995. Esta moldeada de bronce con un acabado de laca negra y en ella se lee una breve reseña histórica del faraón. Se ubica en la esquina con la calle Cristóbal Colón del Fraccionamiento Costa Azul, en el camellón de la avenida.[5]

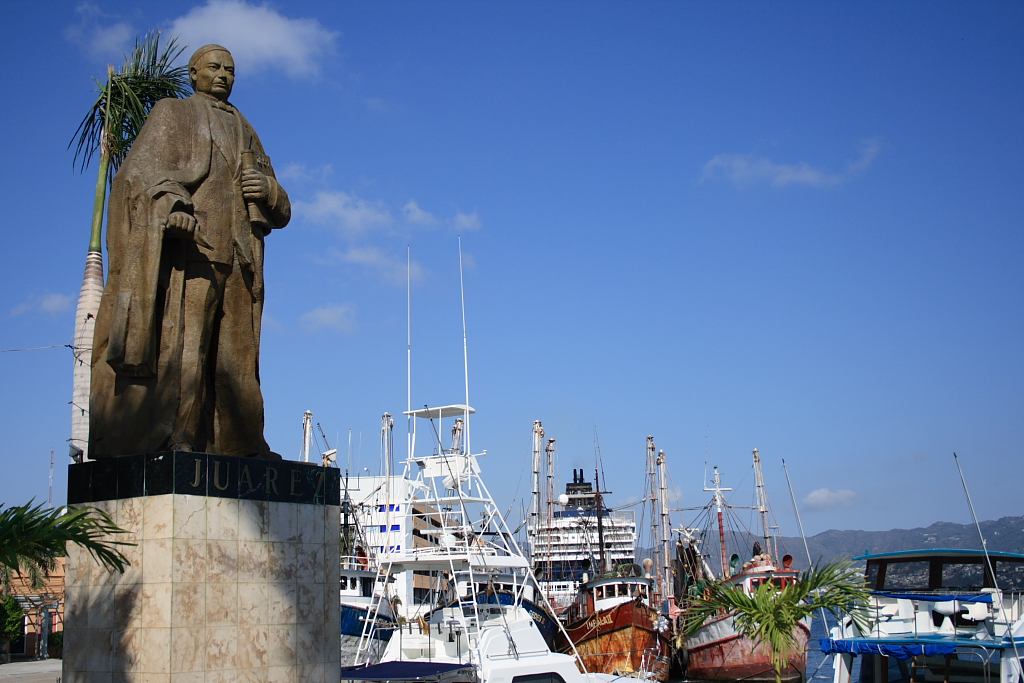
Estatua de Benito Juárez en el Malecón de Acapulco.

- Estatua de Simón Bolívar, donada por la embajada de Venezuela el 19 de abril de 1996.[5] Se ubica frente al balneario del Centro Internacional de Convivencia Infantil (CICI) en el Fraccionamiento Costa Azul.[6]

- Escultura de Lai Zhou, donada por la República Popular China en 1998. Realizada por el escultor Jiang Boyu, dicha obra fue esculpida en piedra de granito y traída desde la provincia china de Shandong.[5] Se localiza frente al Centro Internacional Acapulco, en el camellón de la avenida.

- Escultura del Escudo del Reino de Arabia Saudita, fue donado por la embajada de Arabia Saudita. Se localiza casi en la recta final de la avenida frente al edificio del Hotel Hyatt Regency.[6]

- Estatua de Mahatma Gandhi, donada por la embajada de la República de la India el 27 de marzo de 1998.[5] Se localiza en la esquina con la calle Juan Serrano, sobre el camellón de la avenida frente al edificio del Hotel Emporio Continental.

- Busto de José Rizal, donada por la Embajada de Filipinas. Se ubica en la esquina con la avenida Fernando de Magallanes del Fraccionamiento Costa Azul.[6]

- Escultura del Samurái, donada por la Embajada del Japón. Se localiza en la esquina con la avenida Carabela Santa María, sobre el camellón de la avenida.[6]

- Estatua de Masamune Date, donada a México por Japón en 1972 y traída a Acapulco en diciembre de 1999. Está esculpida en bronce y en dos placas de mármol cinceladas se lee la vinculación entre México y Japón.[5] Se localiza en la esquina con Andrea Dorian, en el camellón de la avenida frente a la torre del Oceanic 2000.

- Escultura de los Guardianes del Futuro, fue realizada por el escultor mexicano Ricardo García Ortiz y colocada el 8 de febrero de 1997, en ella se muestran a niños de cada continente del mundo tomados de las manos y se lee lo siguiente: que con la fuerza de su noble espíritu guardarán celosamente el precioso legado, nuestro planeta azul.[5] Se localiza en un pequeño parque y glorieta junto a la avenida en el Fraccionamiento Costa Azul.

- Estatua de Germán Valdés "Tin Tan", se localiza sobre la avenida en la esquina con avenida Tambuco, en el Fraccionamiento Las Playas.

- Obelisco a José María Morelos y Pavón, ubicado sobre la avenida Costera Miguel Alemán y Cinco de Mayo, en la colonia Centro.[6] Fue inaugurado en 1949, en conmemoración del centenario de la erección del estado de Guerrero.

- Estatua de Benito Juárez, se localiza frente al zócalo de la ciudad, junto a la avenida en el malecón porteño.

- Plaza Escudero y estatua de Juan R. Escudero, se localiza junto a la avenida, tiene en su frente la playa Tlacopanocha y su lado opuesto (del otro lado de la avenida) el Barrio de la Playa en la Colonia Centro de la ciudad.

- Rotonda de los Guerrerenses Ilustres, se ubica en la curva de la Península de Tlacopanocha que forma el cerro de la Pinzona junto a la playa Tlacopanocha.[6]

### Playas
Las playas que se encuentran paralelas a la avenida son las siguientes:

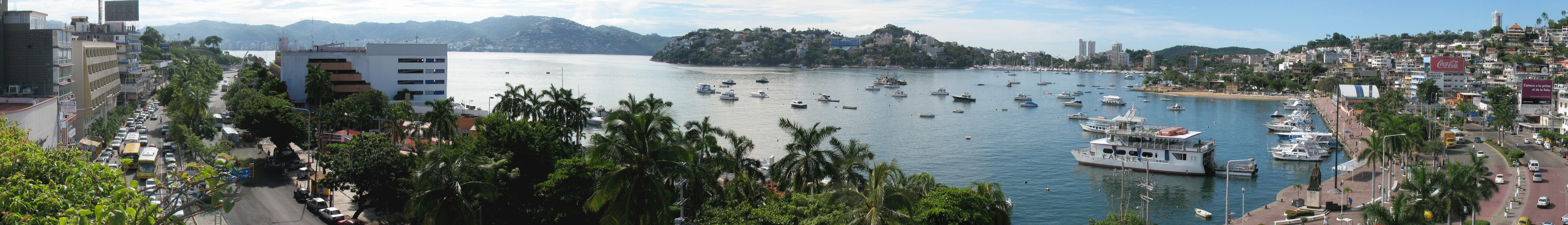
La avenida Costera Miguel Alemán y el malecón del puerto. A la derecha, el acceso a la plaza Álvarez (Zócalo de Acapulco), en la zona del Acapulco Tradicional.

- Playa Honda
- Playa Manzanillo
- Playa Tlacopanocha
- Playa Hornos
- Playa La Condesa
- Playa Icacos